# T-Rex, înapoi în Cretacic
T-Rex, înapoi în Cretacic (titlu original: T-Rex: Back to the Cretaceous) este un film american de aventuri cu dinozauri din 1998 regizat de Brett Leonard în format  IMAX 3D. Rolurile principale au fost interpretate de actorii Liz Stauber, Peter Horton și Kari Coleman.

## Distribuție
- Liz Stauber - Ally Hayden
- Peter Horton - Dr. Donald Hayden
- Kari Coleman - Elizabeth Sample
- Charlene Sashuk - Jesse Hayden
- Dan Libman - The Guard
- Tuck Milligan - Charles Knight
- Laurie Murdoch - Barnum Brown
- Joshua Silberg and Alex Hudson - Young boys
- Chris Enright - Dig assistant No. 2

## Dinozauri și alte animale
- Tyrannosaurus (atât viu, cât și un schelet)
- Ornithomimus (atât viu, cât și un schelet)
- Pteranodon (atât viu, cât și un schelet)
- Parasaurolophus (atât viu, cât și un schelet)
- Dryptosaurus (atât viu, cât și pictură)
- Albertosaurus (schelet)
- Allosaurus (schelet)
- Brontosaurus (schelet)
- Camarasaurus (schelet)
- Centrosaurus/Monoclonius (schelet)
- Chasmosaurus (schelet)
- Daspletosaurus (schelet)
- Dimetrodon (schelet)
- Edmontosaurus (schelet)
- Euoplocephalus (schelet)
- Hypacrosaurus (schelet)
- Megacerops (banner de muzeu)
- Lambeosaurus (schelet)
- Ornitholestes (schelet)
- Smilodon (schelet)
- Stegosaurus (schelet)
- Struthiomimus (schelet)
- Triceratops (schelet)
- Mamut lânos (atât un schelet, cât și un tablou)